# Facultatea de Istorie și Geografie a Universității „Ștefan cel Mare” din Suceava
Facultatea de Istorie și Geografie a Universității „Ștefan cel Mare” din Suceava este una dintre cele 11 facultăți ale universității, asigurând învățământ universitar specializat în Regiunea de dezvoltare Nord-Est. Ea este compusă din 3 departamente (foste catedre): Geografie, Științe Umane și Social-Politice (fostele catedre de Istorie și Filosofie) și Departamentul de Învățământ la Distanță, ordinea reflectând și ierarhia în funcție de numărul de studenți. Aparținând unei universități de stat, Facultatea oferă locuri fără taxă, subvenționate de stat, locuri cu taxă și locuri speciale pentru cetățenii Republicii Moldova și cetățenii români de etnie rromă. Spațiile de învățământ se află în campusul 1 al universității, în special în corpul nou E (dar și în corpurile A și CA).

## Istoric
La înființarea universității sucevene, în 1965, toate facultățile actuale erau sudate într-o singură structură din care, ulterior și treptat, s-au desprins facultățile actuale. Tendința continuă și în prezent datorită creșterii numărului de studenți, ceea ce permite individualizarea de noi facultăți. Un exemplu este Departamentul de Geografie, care se înscrie în acest curs prin atragerea unui număr mare de studenți, dobândirea dreptului de a avea școală doctorală și dobândirea autonomiei financiare.
Departamentul de Geografie reprezintă o structură unitară. Înființarea și, mai apoi, dezvoltarea ei au fost datorate numelor mari care, în diferite perioade de timp, au făcut parte din acest colectiv, iar unii l-au și condus: Nicolae Popp, Laurian Someșan, Ion Bojoi, Ion Popescu - Argeșel. Colectivul de profesori al Departamentului de Geografie este compus actualmente din 15 cadre didactice titulare si din peste 30 cadre didactice asociate si cercetatori. 
Departamentul de Științe Umane și Social-Politice este compus din istorici și filosofi, având 20 cadre didactice titulare.

## Învățământ
Departamentul de Geografie oferă învățământ de licență și masterat, la zi și ID. 
În cadrul învățământului la zi, există trei specializări:
- Geografie
- Geografia Turismului
- Geografia Mediului

În cadrul ID, există două specializări:
- Geografie
- Geografia Turismului

Departamentul de Științe Umane și Social-Politice oferă licență, master și doctorat.
Prin programul Erasmus/Socrates, facultatea face schimb pedagogic cu alte universități din lume. Departamentele primesc profesori Erasmus din Uniunea Europeană pentru a susține prelegeri, dar are și profesori proprii în programul Erasmus, care susțin prelegeri la universități din străinătate. În același timp, programul Erasmus permite anual unui număr de studenți limitat prin concurs câștigarea unor burse de studiu temporar la o universitate din Uniunea Europeană (aleasă dintr-o listă de acorduri inter-universitare). 

## Studenți

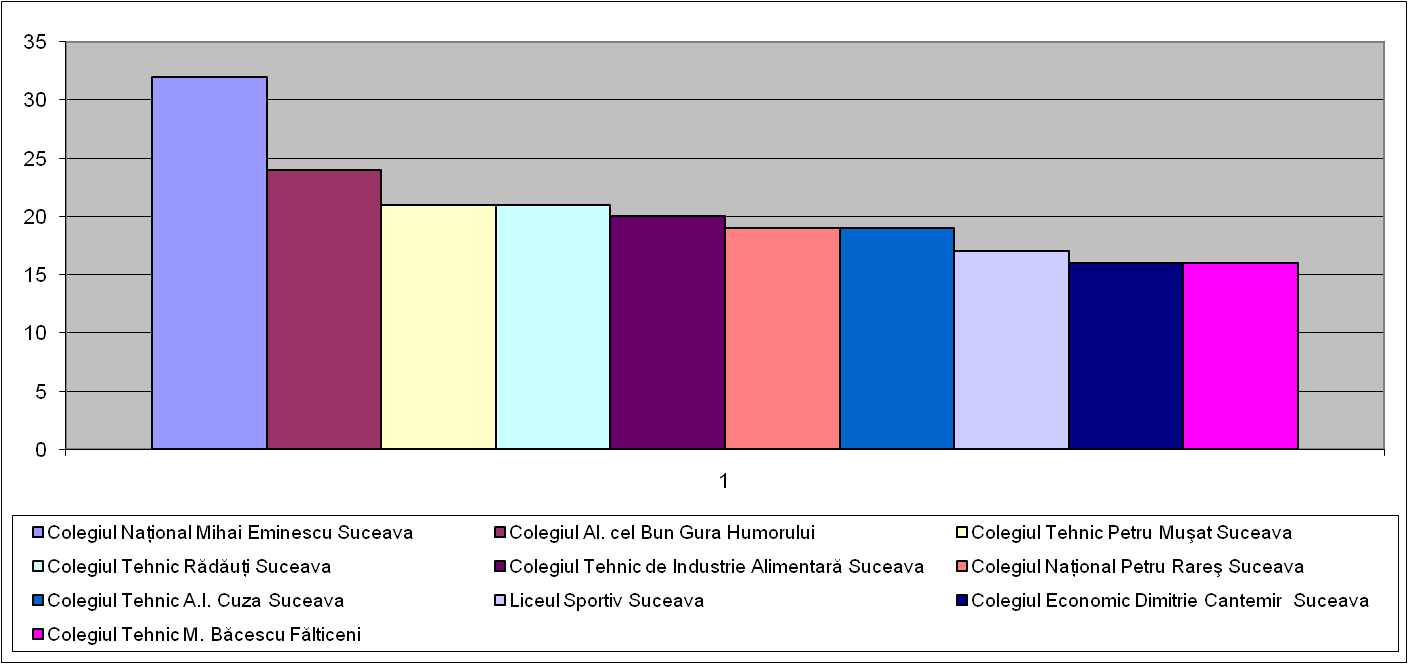
Principalele licee de proveniență a studenților facultății (2009)

În 2009, în cadrul Catedrei de Geografie, numărul studenților înscriși la licență, la zi, era 253. Numărul celor înscriși la licență, la ID, era 292. Numărul studenților înscriși la master era 114.
Facultatea oferă studenților mobilități externe prin programul Socrates/Erasmus. Prin programul Erasmus (și nu numai), Facultatea este gazdă și pentru studenți străini, dintre aceștia amintind studenți din Franța, Italia, Cehia, Polonia, Spania etc. 

## Cercetare
Centrul de Cercetare de Geografie Aplicată a fost autorizat de Consiliul Național pentru Cercetare Științifică în Învățământul Superior (CNCSIS) în 2005, grupând cercetători din domeniile geografie fizică și geografie umană din Universitatea "Ștefan cel Mare" Suceava și Agenția de Protecție a Mediului Suceava.
Cercetarea promovată în acest centru se concentrează asupra problemelor teoretice și aplicațiilor practice privind: hazardele naturale și antropice, geomorfologia environmentală, dinamica peisajului geografic, topoclimatologie, resurse naturale, peisaje montane, impactul uman asupra mediului geografic, aplicații GIS, teledetecție, geovizualizare, geografie regională, organizarea spațiului și planificarea teritoriului, geomorfologia dinamică și aplicată, evaluarea turistică a potențialului natural și economic, geografie umană și economică aplicată, resursele naturale și dezvoltarea durabilă. Rezultatele cercetării sunt aplicate în managementul administrativ al terenurilor degradate, în cadrul lucrărilor de protecție a râurilor și lacurilor, în reconstrucțiile ecologice, pentru utilizarea durabilă a terenurilor (director al centrului este prof. univ. dr. Maria Rădoane, acreditat CNCSIS prin Certificat nr. 66/2.06.2005).
Există și activitate de cercetare independentă, a cadrelor didactice și a cercetătorilor neafiliați unui centru de cercetare.
Calitatea rezultatelor cercetărilor se măsoară în factorul de impact al revistelor în care sunt publicate.
Departamentul de Geografie publică anual revista Analele Universității „Ștefan cel Mare” Suceava, Seria Geografie, acreditată CNCSIS categoria C, cu principalele rezultate ale colectivului, dar și contribuții ale cercetătorilor din afara colectivului departamentului. Revista actuală continuă o tradiție publicistică din 1970 până în 1984 sub denumirea de "Buletin științific", reluată în 1992 sub titulatura de Anale. În prezent, revista este cunoscută sub un nou nume, Georeview.
Pentru a-și crește valoarea de impact, revista a fost introdusă în serverul facultății (începând din luna martie 2007) și accesată pe internet cu ajutorul unui motor de căutare ce poate afișa autorii și cuvintele cheie.
Facultatea de Istorie și Geografie mai are următoarele publicații:
- Codrul Cosminului, Analele Universității „Ștefan cel Mare” din Suceava, seria „Istorie”
- ROPHIR – Romanian Philosophical (International) Internet Review
- ROCSIR – Romanian Cultural Studies (International) Internet Review

Departamentul de Geografie organizează, la fiecare doi ani, Simpozionul Internațional „Calitatea Mediului și Utilizarea Terenurilor” (ajuns la ediția a IX-a în 2013), dar și conferințe, mese rotunde, iar comunicările sunt publicate în revista proprie sau în buletine speciale dedicate acestor manifestări.
Rezultatele cercetării științifice ale Facultății de Istorie și Geografie se concretizează în special sub forma cărților și articolelor
științifice. Cărțile sunt tratate științifice, atlase sau cursuri universitare. Acest tip de producție științifică este cel mai adesea găzduit de Biblioteca USV, iar editura emițătoare este cea a Universității „Ștefan cel Mare”. Articolele științifice au un grad mult mai mare de internaționalizare decât cărțile. Tot mai multe articole sunt publicate în jurnale științifice din afara României, ceea ce indică un proces real de peer review al cercetării autohtone și o calitate mai ridicată a rezultatelor obținute. Jurnalele științifice în care se publică cu predilecție în prezent sunt Geomorphology și Quaternary International. Un fenomen recent (2014) este publicarea de articole în megajurnale cu factor de impact foarte mare și de tip open access (de exemplu articolul „Wavelet Analysis of Lunar Semidiurnal Tidal Influence on Selected Inland Rivers Across the Globe” publicat în Scientific Reports, jurnal care aparține de Nature Publishing Group). Creșterea relevanței articolelor publicate în Analele Universității „Ștefan cel Mare” din Suceava, seriile Geografie și Istorie, are loc și printr-un proces activ de indexare a acestor două jurnale în diverse baze de date internaționale din ce în ce mai vaste.

## Popularizarea științei

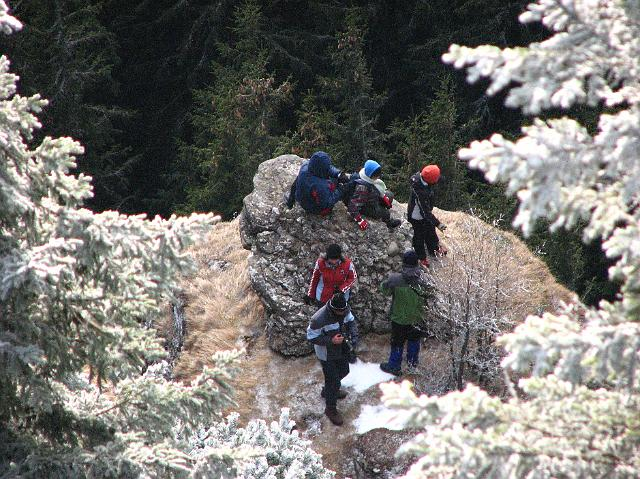
Practică geografică în Munții Ceahlău

Departamentul de Geografie a inițiat în 2010, prin asistentul universitar Andrei-Emil Briciu, un proiect de creștere a accesibilității cunoașterii științifice pentru tineri, intitulat „Geopedia”. Aceasta este prima enciclopedie geografică de nivel universitar. Studenții pot solicita aici răspunsuri la întrebarile de geografie avansată. Răspunsurile sunt oferite de 11 profesori de la Universitatea „Ștefan cel Mare”: Maria Rădoane, Nicolae Rădoane, Vasile Efros, Viorel Chiriță, Liviu Popescu, Daniela Popescu, Marcel Mîndrescu, Magda Lupchian, Vasile Budui, Despina Vasilcu, Dumitru Mihailă, Dinu Oprea, Ionuț Cristea și Andrei Briciu.
Planetariul din Suceava a fost preluat în anul 2008 de către Departamentul de Geografie pentru administrare și modernizare. Apărut în 1982, planetariul reprezintă un reper de excepție în afirmarea orașului ca punct de interes major. În prezent, planetariul se află sub administrarea directă a universității.
Practicile geografice reprezintă cel mai cunoscut mod de popularizare a științei. Ele sunt aplicații de teren în care studenții merg în diferite locuri de interes științific împreună cu profesorii pentru a vedea pe viu anumite fenomene și peisaje, a afla explicația științifică a evoluției naturii și chiar pentru a face noi descoperiri. Există două tipuri de practici geografice: unul obligatoriu, efectuat de studenții din primii ani ai facultății, de obicei în vacanța de vară, și unul facultativ, efectuat de profesorii iubitori de natură sau aflați în cercetare științifică pe teren sau chiar la cererea studenților, indiferent de sezon.